# Rutules

Rutules en los grupos étnicos del Cáucaso.

Los Rutules (en rutul: Мыхабыр, Mykhabyr) son un grupo étnico del Cáucaso Norte, en la república de Daguestán de la Federación de Rusia. Según el censo ruso de 2010 su número es de 35.240 habitantes. Su lengua propia es el idioma rutul. Se calcula entre 36 aldeas de rutules, 24 en Daguestán y 12 en Azerbaiyán.